# Piloecium acroporioides
Piloecium acroporioides là một loài Rêu trong họ Myuriaceae. Loài này được Dixon mô tả khoa học đầu tiên năm 1935.